# Carlos Alcántara
Carlos Alcántara (Zarandona, 1985. február 1. –) spanyol labdarúgó.

## Pályafutása
Alcántara 1985. február 1-jén született egy Murcia tartománybeli kisközségben, Zarandonában, Spanyolországban.

### Spanyolországban
Junior éveit a Villarreal CF csapatánál töltötte. A 2004–2005-ös szezonban a chilei Manuel Pellegrini irányította felnőtt csapatban lépett pályára először a spanyol élvonalban. A bajnoki évad során 2 mérkőzésen jutott szerephez (egyik találkozón végig a pályán volt, a másikon a 73. percben állt be), illetve a svéd Hammarby IF elleni UEFA-kupa-mérkőzést végigjátszotta. A csapattal spanyol bajnoki bronzérmet ünnepelt.
A következő szezon sem hozta meg a várva várt elismerést, mindössze 3 mérkőzésen jutott szerephez, így a több játéklehetőség reményében a harmadosztályú Real Jaén csapatánál töltött el kölcsönjátékosként fél évet, majd szülőföldjére, a szintén harmadosztályú Murcia tartománybeli FC Cartagena csapatához igazolt.
A 2008–2009-es szezonra Cartagenából Lorquíba, a harmadosztályú Atlético Ciudadhoz vezetett az útja, azonban itt is csak egy szezont töltött.

### A Ferencvárosnál
Alcántara 2009 nyarán, Joaquín Martinezzel együtt az angol Sheffield United révén érkezett az Üllői útra. Mindkét spanyol játéka elnyerte a vezetőedző, Bobby Davison tetszését, így 2009 augusztusában aláírták szerződésüket a Ferencvároshoz. Igaz már a júliusi, sheffieldi barátságos mérkőzésen bemutatkozott a zöld-fehér együttesben, az elhúzódó átigazolási procedúra miatt csak 2009. szeptember 20-án játszotta első bajnokiját: a DVSC elleni, 2–1-re elveszített mérkőzésen kezdőként lépett pályára és végigjátszotta a mérkőzést.
Annak ellenére, hogy a következő két bajnokin is kezdőként játszotta végig a találkozót (Videoton 2–2 és Újpest 1–2), a csapat gyenge szereplése miatt Bobby Davison leváltották, az őszi szezon hátralévő részében az új vezetőedző, Craig Short csak a botrányba fulladt Diósgyőr elleni bajnokin játszatta.
2010 nyarán távozott az FTC csapatától.